# Rudolf Horn
Nils Henning Rudolf Bernhard Horn af Rantzien (i riksdagen kallad Horn af Rantzien i Visby), född 20 november 1825 i Ronneby socken i Blekinge län, död 13 februari 1892 i Karlskrona, var en svensk greve, jurist och politiker. Han tillhörde ätten Horn af Rantzien.
Horn blev student vid Lunds universitet 1841. Han avlade kansliexamen 1845 och examen till rättegångsverken 1848. Han var e.o. notarie i Skånska hovrätten 1852. Han var landshövding på Gotland 1874–1883 samt i Blekinge 1883–1892.
Horn var ledamot av riksdagens första kammare 1875–1878, invald i Gotlands läns valkrets. Han var ledamot av Lagutskottet 1877 och ledamot av Särskilt utskott samma år.